# Cmentarz żydowski w Szydłowie
Cmentarz żydowski w Szydłowie – kirkut społeczności żydowskiej niegdyś zamieszkującej Szydłów. Powstał w 1470. Został zniszczony podczas II wojny światowej. Znajduje się w zachodniej części miejscowości przy drodze do Chmielnika. Obecnie jego teren porastają sady, zaś odnalezione nagrobki są przechowywane w miejscowej synagodze. Towarzystwo Przyjaciół Ziemi Szydłowskiej rozpoczęło proces rewitalizacji terenu cmentarza.